# Alkalmazásprogramozási felület
Az alkalmazásprogramozási felület vagy alkalmazásprogramozási interfész (angolul: application programming interface), röviden API (kiejtés: /ˌeɪˌpiˈaɪ/) egy program vagy operációs rendszer azon eljárásainak (szolgáltatásainak) és azok használatának dokumentációja – vagyis felsorolása és ismertetése egy szöveges dokumentumban –, amelyet más programok felhasználhatnak. Egy nyilvános API segítségével lehetséges egy programrendszer szolgáltatásait használni anélkül, hogy annak belső működését ismerni kellene.
Az API általában nem kötődik programozási nyelvhez: bármilyen programnyelvből lehetséges azok meghívása, amennyiben a megfelelő bemenő paramétereket a hívás biztosítja, és képes lekezelni az esetleges eredményt, a visszaadott kimenő adatot. Az egyik leggyakoribb esete az alkalmazásprogramozási felületnek az operációs rendszerek programozási felülete: annak dokumentációja, hogy a rendszeren futó programok milyen – jól definiált, szabványosított – felületen tudják a rendszer szolgáltatásait használni. Egy másik gyakori eset az, amikor egy rutinkönyvtárat (library) készít valaki kifejezetten abból a célból, hogy azzal az alkalmazásprogramok által használt eljárásokat szabványosítsa: a rutinkönyvtár ezen eljárásait is egységes, jól dokumentált API segítségével lehet elérni, használni. Az interfész végpontjainak (endpoint) dokumentálásra valamilyen szoftvert, például a széles körben elterjedt Swaggert szokták használni.